# The Hunt (2020)
The Hunt is een Amerikaanse satirische thrillerfilm uit 2020, geregisseerd door Craig Zobel en geschreven door Nick Cuse en Damon Lindelof. De hoofdrollen worden vertolkt door Betty Gilpin, Ike Barinholtz, Amy Madigan, Emma Roberts, Ethan Suplee en Hilary Swank.

## Thematiek
The Hunt is een satirische thriller over de gevaren van desinformatie en de gevolgen van aannames. De film laat zien hoe een onschuldige grap, door online speculatie, kan uitgroeien tot een vernietigende realiteit. Het verhaal bekritiseert zowel de snelle verspreiding van onjuiste informatie via sociale media als de extremen van morele en politieke overtuigingen.
Daarnaast benadrukt de film het gevaar van polariserend denken: zowel de jagers als de gejaagden handelen op basis van aannames zonder bewijs, met fatale gevolgen. Door de ambiguïteit rond Crystals identiteit en door haar motieven open te laten, prikkelt The Hunt de kijker om kritisch na te denken over waarheid en perceptie in een tijdperk van digitale chaos.

## Verhaal
Een groep rijke elites besluit een bizarre wraakactie uit te voeren. Hun aanleiding: een gelekte groepschat waarin ze grappen maakten over het jagen op mensen, wat leidde tot publieke verontwaardiging en het verlies van hun carrières. Gedreven door woede en rancune ontvoeren ze willekeurig gekozen complotdenkers die online hadden gespeculeerd over "Manorgate", een verzonnen samenzweringstheorie waarin elites zouden jagen op "deplorables" (hun benaming voor de slachtoffers).
De ontvoerde personen worden wakker in een afgelegen bos, waar ze meteen te maken krijgen met levensgevaarlijke vallen en aanvallen van hun jagers. Onder hen bevindt zich Crystal, een vrouw met militaire ervaring, die de situatie razendsnel doorziet en besluit terug te vechten. Eén voor één schakelt ze de jagers uit, totdat ze oog in oog staat met Athena, de leider van de groep.
Tijdens hun confrontatie komt een verrassende waarheid aan het licht: Athena heeft de verkeerde Crystal ontvoerd. Crystal beweert dat ze niet de online gebruiker is die Athena aanvankelijk viseerde, maar een onschuldige vrouw met dezelfde naam. Athena twijfelt aan deze claim, en de twee raken verwikkeld in een dodelijk gevecht. Uiteindelijk overleeft Crystal, doodt Athena, en vertrekt in haar privéjet. De vraag of Crystal daadwerkelijk onschuldig was, blijft onbeantwoord.

## Rolverdeling
| Acteur           | Personage                  |
| ---------------- | -------------------------- |
| Betty Gilpin     | Crystal Creasey            |
| Ike Barinholtz   | Moses "Staten Island"      |
| Emma Roberts     | Yoga Pants                 |
| Wayne Duvall     | Don                        |
| Ethan Suplee     | Gary                       |
| Justin Hartley   | Shane                      |
| Kate Nowlin      | Molly "Big Red"            |
| Sturgill Simpson | Mr. Whimper "Vanilla Nice" |
| Hilary Swank     | Athena Stone               |
| Glenn Howerton   | Richard                    |
| Amy Madigan      | Miranda "Ma"               |
| J.C. MacKenzie   | Paul                       |

## Productie
In maart 2018 raakte bekend dat er een nieuwe thriller door Universal Pictures in ontwikkeling was. De originele titel van het script luidde Red State Vs. Blue State, een referentie naar de republikeinse partij en de democratische partij in de Verenigde Staten. Universal Pictures heeft later ontkend dat de titel als werktitel werd gebruikt.

### Casting
In maart 2019 werden Emma Roberts, Justin Hartley, Glenn Howerton, Ike Barinholtz en Betty Gilpin gecast. De volgende maand werden de andere castleden toegevoegd aan het project. Hilary Swank werd in juli 2019 gecast.

### Opnames
De opnames begonnen op 20 februari 2019 en eindigden op 5 april 2019 in New Orleans.

## Release en ontvangst
Aanvankelijk zou de film op 27 september 2019 in de Verenigde Staten uitgebracht worden. Op 7 augustus 2019 werd door Universal besloten om de marketingcampagne van de film te verwijderen wegens de schietpartijen in Dayton en El Paso. Een paar dagen later werd ook de releasedatum uitgesteld tot een nader te bepalen datum.
In februari 2020 raakte bekend dat de film op 13 maart 2020 uitgebracht zou worden in de Verenigde Staten. De producent Jason Blum benadrukte dat de film hetzelfde is gebleven als voor dat de film werd uitgesteld. Vanwege de coronapandemie werd door Universal besloten om de film op 20 maart 2020 op video-on-demandkanalen uit te brengen. The Hunt wordt op 21 mei 2020 in de Nederlandse bioscopen uitgebracht.
De film kreeg van de Amerikaanse filmpers overwegend gemengde kritieken. Op Rotten Tomatoes heeft de film een waarde van 54% en een gemiddelde score van 5,72/10, gebaseerd op 198 recensies. Op Metacritic heeft de film een gemiddelde score van 50/100, gebaseerd op 43 recensies.